# نادي جيدينستفو باراتشين
جيدينستفو باراتشين (بالصربية: ФК Јединство Параћин) هو نادي كرة قدم مقره في مدينة باراتشين في صربيا. وهم من المنافسين في الدوري الصربي، ومن الطبقة الثالثة في نظام الدوري الصربي.

## تاريخ
تأهل النادي في كأس يوغوسلافيا في موسم 1984. هزموا سلوبودا توزلا بركلات الترجيح في الجولة الافتتاحية، قبل أن يخسروا 5-0 خارج أرضهم أمام هايدوك سبليت في المرحلة التي تليها.
فاز النادي في الدوري الصربي لكرة القدم في موسم 1994 وصعد إلى الدوري الثاني إلى يوغوسلافيا. وأمضوا موسمين في الدرجة الثانية لكرة القدم في يوغوسلافيا الاتحادية. على الرغم من معاناته من الهبوط إلى الدرجة الثالثة في 1996، حقق النادي واحدة من أفضل نتائجه في التاريخ بالوصول إلى نصف نهائي كأس يوغوسلافيا الاتحادية  في ذلك الموسم، وخسر 1–0 في مجموع المباراتين أمام فويفودينا. وقضوا أربعة مواسم متتالية في الدرجة الثانية بين عامي 1998 و2002.